# آرون لنون
آرون جاستین لنون (انگلیسی: Aaron Justin Lennon؛ زاده ۱۶ آوریل ۱۹۸۷) بازیکن فوتبال اهل انگلستان است.
او از پدری جامائیکایی و مادری انگلیسی است و تاکنون در تیم‌های لیدز یونایتد، تاتنهام، اورتون و برنلی بازی کرده‌است و تاکنون ۲۱ بازی ملی هم برای تیم ملی فوتبال انگلستان انجام داده‌است.
او فوتبالش را از آکادمی لیدز یونایتد آغاز کرد. پس از ۲ سال حضور در لیدز این باشگاه به دلیل مشکلات مالی مجبور به فروش لنون شدند. او در اوت ۲۰۰۵ به تاتنهام پیوست و چند ماه اولین بازی اش را برای تاتنهام در مقابل بیرمنگام انجام داد.
او در فصل ۲۰۰۵–۲۰۰۶ و ۲۰۰۶–۲۰۰۷ نامزد بازیکن جوان لیگ جزیره هم شده‌است. او در سن ۲۵ سالگی ۳۰۰ بازی برای تاتنهام انجام داده که رکورد فوق‌العاده‌ای است. .